# Statue de l'Émigré libanais
La statue de l'Émigré libanais (al-mughtarib al-lubnānī), ou simplement statue de l'Émigré, est une statue de bronze dressée face au port de Beyrouth, avenue Charles Hélou. Elle représente un émigré libanais vêtu de l'habit traditionnel, serwal et tarbouche.
Cette statue est la copie de l'œuvre du sculpteur d'origine libanaise Ramiz Barakat réalisée en 1979 et exposée à Mexico. Cette statue a été offerte à la municipalité de Beyrouth par le Club libanais (Centro Libanés) de Mexico en 2003.
La statue a été épargnée par les explosions du 4 août 2020.